# Volker Herzner
Volker Herzner (* 28. Juni 1940 in Leipzig) ist ein deutscher Kunsthistoriker.
Herzner studierte in Frankfurt und Wien. Mit einer Studie über Die Kanzeln Donatellos in San Lorenzo wurde er 1969 in Wien promoviert. Mit einer Untersuchung über die David- und Judith-Ikonographie des Quattrocento in Florenz erfolgte 1980 in Karlsruhe die Habilitation für Kunstgeschichte. Er hatte Professuren in Karlsruhe und Koblenz-Landau. Seine Spezialgebiete sind die italienische Renaissance sowie die altniederländische Malerei. Er wohnt in Karlsruhe. Sein Buch Die Sixtinische Decke. Warum Michelangelo malen durfte, was er wollte widmete er seiner Frau Irmlind.

## Publikationen
- Jan van Eyck und der Genter Altar; Wernersche Verlagsgesellschaft Worms 1995; ISBN 3-88462-125-4
- Die Sixtinische Decke. Warum Michelangelo malen durfte, was er wollte (Studien zur Kunstgeschichte; Bd. 205); Georg Olms Verlag Hildesheim 2015; ISBN 978-3-487-15229-5

## Belege
- https://www.ka-news.de/kultur/regional/Staatliche-Kunsthalle-Karlsruhe-Vortrag-zum-Werk-Michelangelos;art136,1956538
- Kürschners Deutscher Gelehrten-Kalender 2009

| Personendaten    | Personendaten             |
| ---------------- | ------------------------- |
| NAME             | Herzner, Volker           |
| KURZBESCHREIBUNG | deutscher Kunsthistoriker |
| GEBURTSDATUM     | 28. Juni 1940             |
| GEBURTSORT       | Leipzig                   |